# Blauw-Wit in het seizoen 1970/71
Het seizoen 1970/1971 was het 17e jaar in het bestaan van de Amsterdamse betaaldvoetbalclub Blauw-Wit. De club kwam uit in de Eerste divisie en eindigde daarin op de vijfde plaats. Tevens deed de club mee aan het toernooi om de KNVB beker, hierin werd in de eerste ronde, na strafschoppen, verloren van RCH (0–0).

## Wedstrijdstatistieken

### Eerste divisie
|       | FC Den Bosch '67 | SC Cambuur | D.F.C. | Fortuna SC | De Graafschap | GVAV  | Heerenveen | Helmond Sport | Heracles | HVC   | SVV   | Veendam | Vitesse | Wageningen | Willem II |
| ----- | ---------------- | ---------- | ------ | ---------- | ------------- | ----- | ---------- | ------------- | -------- | ----- | ----- | ------- | ------- | ---------- | --------- |
| Thuis | 1 – 2            | 2 – 3      | 2 – 0  | 1 – 0      | 0 – 0         | 0 – 4 | 1 – 0      | 1 – 1         | 2 – 1    | 4 – 0 | 4 – 0 | 3 – 2   | 0 – 1   | 4 – 1      | 4 – 0     |
| Uit   | 2 – 0            | 0 – 1      | 3 – 1  | 2 – 2      | 2 – 1         | 3 – 0 | 2 – 2      | 0 – 0         | 1 – 1    | 2 – 1 | 0 – 1 | 3 – 0   | 1 – 0   | 2 – 4      | 1 – 1     |

### KNVB beker
| 1e ronde                                         | RCH | 0 – 0 Na strafschoppen | Blauw-Wit |
| 16 augustus 1970 Plaats: Heemstede Sportparklaan |     |                        |           |

## Statistieken Blauw-Wit 1970/1971

### Eindstand Blauw-Wit in de Nederlandse Eerste divisie 1970 / 1971
| Stand | Gespeeld | Gewonnen | Gelijk | Verloren | Punten | Doelpunten voor | Doelpunten tegen |
| ----- | -------- | -------- | ------ | -------- | ------ | --------------- | ---------------- |
| 5e    | 30       | 12       | 7      | 11       | 31     | 44              | 39               |

### Topscorers
| #      | Naam               | Goal |
| ------ | ------------------ | ---- |
| 1.     | Felix Muller       | 13   |
| 2.     | Gerrit Kramer      | 7    |
| 3.     | Chris Lefering     | 5    |
| 3.     | Ab Schonewille     | 5    |
| 5.     | Rob Bosdijk        | 3    |
| 5.     | Piet Witschge      | 3    |
| 7.     | Fred Liefveld      | 2    |
| 7.     | Richard Schemmekes | 2    |
| 9.     | Tonny Bruins Slot  | 1    |
| 9.     | Koos de Groot      | 1    |
| 9.     | Frank Kramer       | 1    |
| 9.     | Reinier Rudge      | 1    |
| Totaal | Totaal             | 44   |

| #      | Naam        | Goal |
| ------ | ----------- | ---- |
| –      | Geen speler | 0    |
| Totaal | Totaal      | 0    |

## Voetnoten
Blauw-Wit ·
FC Den Bosch '67 ·
Cambuur ·
D.F.C. ·
Fortuna SC ·
De Graafschap ·
GVAV ·
Heerenveen ·
Helmond Sport ·
Heracles ·
HVC ·
SVV ·
Veendam ·
Vitesse ·
Wageningen ·
Willem II